# Sopwith Salamander
El Sopwith TF.2 Salamander fue un avión de ataque a tierra británico de la Primera Guerra Mundial, diseñado por la Sopwith Aviation Company, que voló por primera vez en abril de 1918. Era un biplano monomotor y monoplaza, basado en el caza Sopwith Snipe, con un fuselaje delantero blindado para proteger al piloto y al sistema de combustible del fuego terrestre durante las operaciones realizadas a baja cota. Se encargó en grandes cantidades para la Real Fuerza Aérea, pero la guerra terminó antes de que el modelo pudiera entrar en servicio de escuadrón, aunque dos ejemplares estaban en Francia en octubre de 1918.

## Diseño y desarrollo

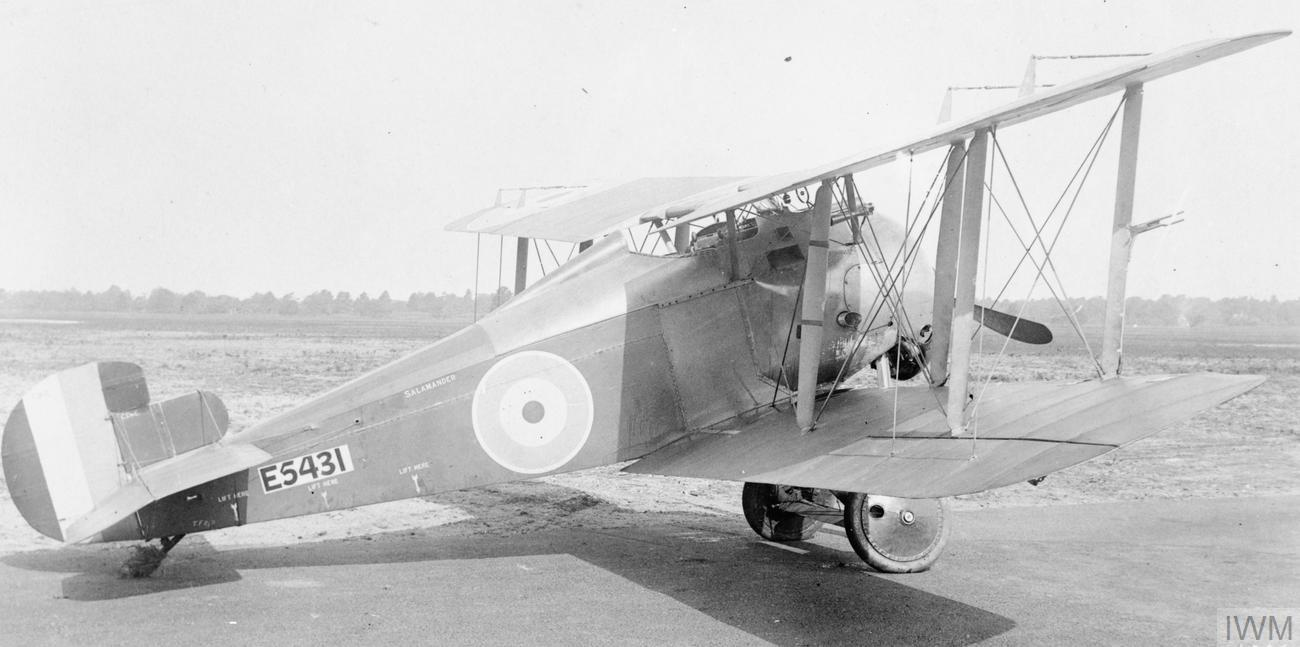
Vista lateral del tercer prototipo del Salamander.

En agosto de 1917, el Real Cuerpo Aéreo (RFC) británico introdujo el uso masivo coordinado de aviones de caza monoplaza para realizar operaciones de ataque a tierra a baja cota en apoyo de la Tercera Batalla de Ypres, con los Airco DH.5, que no eran adecuados para el combate a gran altura, especializados en este papel. La táctica resultó efectiva y se repitió en la Batalla de Cambrai en noviembre de 1917, cuando se utilizaron DH.5 y Sopwith Camel en ataques de ametrallamiento. Si bien la táctica resultó exitosa, las pérdidas de los cazas no blindados resultaron ser extremadamente altas, alcanzando hasta el 30 por ciento por día. La mayoría de las pérdidas se debieron al fuego terrestre, aunque los aviones que volaban a baja altura también resultaron vulnerables a los ataques desde arriba de los cazas enemigos. Cazas alemanes biplaza como el Halberstadt CL.II, diseñados originalmente como cazas de escolta, también se utilizaron para realizar ataques a tierra, desempeñando un papel importante en la contraofensiva alemana en Cambrai. Si bien los cazas tipo CL no estaban blindados, los alemanes también introdujeron aviones biplaza más especializados y fuertemente blindados, como el Junkers J.I, para realizar patrullas de contacto y tareas de ataque a tierra.
Como resultado de las grandes pérdidas sufridas durante los ametrallamientos y después de ver el éxito de los nuevos modelos alemanes, el RFC ordenó a la Sopwith Aviation Company que modificara un Camel para realizar apoyo aéreo cercano, instalándole armas que disparaban hacia abajo y blindaje. El Camel modificado, conocido como "TF.1" (Trench Fighter 1, Caza de Trinchera 1), voló el 15 de febrero de 1918. Se fijaron dos ametralladoras Lewis para disparar hacia abajo y hacia adelante en un ángulo de 45 grados, y se montó una tercera en el ala superior. Las armas que disparaban hacia abajo resultaron de poca utilidad, siendo casi imposibles de apuntar. El TF.1 no entró en producción, pero la información obtenida durante las pruebas se utilizó para el diseño del Salamander.  
Los trabajos en un caza blindado más avanzado, concebido como una versión blindada del Sopwith Snipe, comenzaron a principios de 1918. La parte delantera del fuselaje era una caja de 275 kg de placas de blindaje, que formaba parte integral de la estructura de la aeronave, protegiendo al piloto y al sistema de combustible, con una placa frontal de 8 mm, una placa inferior de 11 mm, placas laterales de 6 mm y un blindaje trasero que consistía de una chapa  de calibre 11 y otra de calibre 6 separadas por un espacio de aire. La sección trasera (no blindada) del fuselaje tenía una estructura generalmente similar a la del Snipe, pero con lados planos, para combinar con la parte delantera. Las alas de dos vanos y el plano de cola tenían una forma idéntica a los del Snipe, pero estaban reforzados para soportar el peso adicional, mientras que el empenaje y el timón eran idénticos a los del Snipe. El nuevo avión utilizaba el mismo motor rotativo Bentley B.R.2 que el Snipe, cubierto por una capota sin blindaje (la placa de blindaje delantera formaba el cortafuegos).
Originalmente se planeó un armamento de tres ametralladoras, con dos armas Lewis disparando hacia adelante y hacia abajo a través del piso de la cabina como en el TF.1, y una ametralladora Vickers que disparaba hacia adelante. Esto se cambió a una batería convencional de dos Vickers sincronizadas en la parte delantera de la cabina, como en el Snipe, antes de que se completara el primer prototipo. Las armas estaban escalonadas, con la de estribor montada unos centímetros por delante de la de babor para tener más espacio para munición. También se podían transportar cuatro bombas ligeras.
El primer prototipo inició las pruebas de vuelo en el aeródromo de Brooklands el 27 de abril de 1918 y fue enviado a Francia para su evaluación el 9 de mayo. Se estrelló en un accidente el 19 de mayo mientras lo volaba el Escuadrón N.º 65, cuando el piloto tuvo que evitar un vehículo auxiliar que cruzaba el aeródromo en respuesta a otro accidente. Si bien en general se consideraba que el Salamander era prometedor en la función de ataque terrestre, se reconocía que el control lateral era deficiente. Para rectificar estos problemas, el Salamander fue sometido a muchas de las mismas modificaciones en la cola y en los alerones que el Snipe.

## Historia operacional
Se pretendía que la producción fuera a muy gran escala: el 18 de junio se realizó un pedido inicial de 500 aviones a Sopwith, seguido de pedidos adicionales a Wolseley Motors, a Air Navigation Co., a Glendower Aircraft, a Palladium Motors y a la National Aircraft Factory No. 1. Se encargaron un total de 1400 Salamander. La producción se vio ralentizada, sin embargo, por problemas en la producción de las placas de blindaje, que era propensa a deformarse durante el proceso de endurecimiento, y por la escasez del motor B.R.2. A finales de octubre de 1918, sólo 37 Salamander estaban a cargo de la RAF, y sólo dos de ellos estaban en Francia. El primer escuadrón equipado con el Salamander, el 157 Squadron, debía volar a Francia con 24 aviones el 21 de noviembre, y se estaban formando más escuadrones en el Reino Unido.
Con el Armisticio, la necesidad inmediata de un avión especializado en apoyo cercano se evaporó y el 157 Squadron se disolvió rápidamente. La producción continuó durante varios meses después del Armisticio, y se completaron al menos 497 unidades. En la posguerra se descubrió que 70 Salamander habían sido equipados con alas de Sopwith Snipe en lugar de las alas más robustas del Salamander, lo que hacía que el avión fuera inseguro, mientras que la sección blindada fue objeto de una distorsión espontánea, desalineando la estructura del avión y haciendo de nuevo que el avión fuera peligroso. El Salamander se utilizó en pruebas de varios patrones de camuflaje disruptivo en 1919, mientras que algunos ejemplares todavía estaban en uso en Heliópolis, Egipto, en 1922. Un ejemplar fue a Estados Unidos y todavía estaba en el inventario en McCook Field en 1926.

## Operadores
Reino Unido
- Real Fuerza Aérea[23]

## Especificaciones (TF.2 Salamander)
Referencia datos: British Aeroplanes 1914–18

### Características generales
- Tripulación: Uno (piloto)
- Longitud: 5,9 m (19,5 ft)
- Envergadura: 9,5 m (31,2 ft)
- Altura: 2,8 m (9,3 ft)
- Superficie alar: 25,3 m² (272,3 ft²)
- Peso vacío: 836 kg (1842,5 lb)
- Peso cargado: 1139 kg (2510,4 lb)
- Planta motriz: 1× motor rotativo de 9 cilindros refrigerado por aire Bentley B.R.2.
  - Potencia: 170 kW (234 HP; 231 CV)
- Hélices: Bipala de paso fijo
- Capacidad de combustible: 132 L

### Rendimiento
- Velocidad máxima operativa (Vno): 201 km/h (125 MPH; 109 kt) a 152 m (500 pies)
- Alcance: 1 h 30 min
- Techo de vuelo: 4000 m (13 123 ft)
- Tiempo a altitud:
  - 9 min 5 s para 1981 m (6500 pies)
  - 17 min 5 s para 3048 m (10 000 pies)

### Armamento
- Ametralladoras: 

  - 2x Vickers de 7,7 mm frontal fija, con 2000 cartuchos
- Bombas: 4 de 10 kg[25]

## Aeronaves relacionadas

### Desarrollos relacionados
- Sopwith Snipe
- Sopwith Dragon

### Aeronaves similares
- AEG DJ.I

### Secuencias de designación
- Secuencia TF._ (interna de Sopwith): TF.1 - TF.2